# Trommemaskine
En trommemaskine er et elektronisk musikinstrument, der kan imitere trommesæt eller andre percussioninstrumenter eller producere unikke lyde. De fleste moderne trommemaskiner gør det muligt for brugeren at programmere egne rytmer. Trommemaskiner kan skabe lyde ved brug af analog elektronik eller ved at afspille forudindspillede samples.
Trommemaskiner har haft en blivende indvirkning på populærmusik. Trommemaskinen Roland TR-808, der blev introduceret i 1980, fik stor indflydelse på udviklingen af dance og hip hop; dens efterfølger TR-909, introduceret i 1983, havde stor indflydelse på techno, house og acid. Den første trommemaskine, der brugte samples fra et rigtigt trommesæt, var Linn LM-1 der blev introduceret i 1980, og den blev brugt af pop- og rockkunstnere som Peter Gabriel, Fleetwood Mac, Prince og Stevie Wonder. I slutningen af 1990'erne begyndte computerprogrammer at overtage trommemaskinens funktion og popularitet.